# Ryan O'Hearn
Ryan Patrick O'Hearn (Dunedin, Florida, 26 de julio de 1993), más conocido como Ryan O'Hearn, es un jugador profesional estadounidense de béisbol que se desempeña en la posición de primera base en Baltimore Orioles, equipo de las Grandes Ligas de Béisbol (MLB).

## Carrera
O'Hearn hizo su debut en la MLB con el equipo Kansas City Royals, en el cual jugó cinco temporadas (2018-2022), después pasó a Baltimore Orioles, donde lleva jugando dos temporadas.